# راينر ميركل (صحفي)
راينر ميركل (بالألمانية: Reiner Merkel)‏ هو صحفي ومصور ألماني، ولد في 28 يناير 1952 في فتسلار في ألمانيا، وتوفي في 6 فبراير 2007 في فرنسا بسبب نوبة قلبية.